# Molophilus horridus
Molophilus horridus là một loài ruồi trong họ Limoniidae. Chúng phân bố ở miền Australasia.